# Aihwa Ong
Aihwa Ong (chinês simplificado: 王爱华; chinês tradicional: 王愛華; pinyin: Wáng Àihuá; George Town, 1 de fevereiro de 1950) é uma professora de antropologia na Universidade da Califórnia em Berkeley, membro do Conselho Científico do Painel Internacional sobre Progresso Social e ex-recebedora de uma bolsa MacArthur para o estudo de soberania e cidadania. Ong é bem conhecida por sua abordagem interdisciplinar em investigações sobre globalização, modernidade e cidadania desde o Sudeste Asiático e a China até o Noroeste Pacífico dos Estados Unidos. As suas noções de "cidadania flexível", "soberania graduada" e "agrupamentos globais" tiveram um impacto amplo nas concepções do global na modernidade nas ciências sociais e nas humanidades. Ela está especificamente interessada na conexão e nos vínculos entre uma série de ciências sociais, comoantropologia sociocultural, estudos urbanos e estudos de ciência e tecnologia, bem como medicina e artes.

## Primeiros anos e carreira
Ong nasceu em Penang, na Malásia, em uma família chinesa do grupo étnico Peranakan em 1950. Ela recebeu seu bacharelado em antropologia (1974) pelo Barnard College e obteve seu doutorado (1982) em antropologia pela Universidade de Columbia. Foi professora visitante no Hampshire College (1982–1984) antes de ingressar no Departamento de Antropologia da Universidade da Califórnia em Berkeley (1984–presente). Ela foi presidente do Centro de Estudos do Sudeste Asiático, Berkeley (1999–2001), professora visitante na Universidade da Cidade de Hong Kong (2001), professora visitante na Universidade Yonsei (2010) e pesquisadora sênior no Asia Research Institute of Hong Kong da Universidade Nacional de Singapura (2010).
Ong recebeu uma bolsa MacArthur para o estudo da soberania e cidadania (2001–2003) e recebeu bolsas da Fundação Nacional da Ciência e da Fundação Sloan para o Social Science Research Council. Ela recebeu o Prêmio Livro de Estudos Culturais para Cidadania Flexível (Flexible Citizenship, 1999) da Associação de Estudos Asiático-Americanos, bem como um prêmio da Sociedade Etnológica Americana  Além disso, recebeu menção honrosa por Buddha is Hiding (2003) da Sociedade de Antropologia para Assuntos Urbanos, Nacionais e Transnacionais.
Em 2007, Ong foi convidada para o Fórum Econômico Mundial em Davos. Ela foi presidente do Comitê Nacional dos EUA para a Associação de Ciências do Pacífico de 2009 a 2011 e foi nomeada Robert H. Lowie Distinguished Chair in Anthropology em 2015. Ela continua a ensinar, publicar e dar palestras internacionalmente.

## Atividades acadêmicas
O trabalho de Aihwa Ong trata de assuntos específicos sobre política, tecnologia, ética e efeitos em situações de rápida mudança na região Ásia-Pacífico. Ong aborda a pesquisa a partir de pontos de vista fora ou dentro dos Estados Unidos. Este ângulo de investigação envolve diversos pontos de vista e inúmeras análises no contexto das ciências sociais, como o gênero, a classe, a cidadania, as cidades, a soberania e o Estado-nação.
Como antropóloga, Ong realiza observação etnográfica e trabalho conceitual analítico para investigar diversos efeitos subjetivos e institucionais do assunto em situações emergentes para formas de ser humano hoje. Desde as novas liberdades e as restrições que as acompanham experimentadas pelas trabalhadoras malaias em fábricas multinacionais até às estratégias acumulativas dos empresários asiáticos na realocação da família e do capital para o estrangeiro; desde a disciplina dos refugiados cambojanos no sentido da adopção dos valores americanos até ao raciocínio neoliberal e aos modos graduados de governar no trabalho; da transformação das cidades à ascensão da arte contemporânea na Ásia; O trabalho de Ong acompanha a interação de forças globais e práticas cotidianas à medida que se cristalizam em uma miríade e desigual contextos para a vida humana e o pertencimento na modernidade.
O seu trabalho atual concentra-se em regimes de governo, tecnologia e cultura que moldam novos significados e práticas do ser humano numa região global emergente. A sua investigação de campo desloca-se entre Singapura e a China, a fim de rastrear centros globais emergentes para experiências biotécnicas com ciência genómica na Ásia Oriental contemporânea.

## Análise geral das obras
Buddha Is Hiding
Este livro publicado em 2003 fala sobre os refugiados cambojanos na América e sua experiência e aventura com a cidadania americana. Explica como os refugiados cambojanos conquistam a cidadania americana ao progredirem na sociedade da maneira mais difícil. Ong também se concentra na atividade por trás das instituições americanas e como isso afeta os cidadãos minoritários da sociedade, em termos de cuidados de saúde, direito, bem-estar, etc.
Global Assemblages: Technology, Politics, and Ethics as Anthropological Problems
Este livro publicado em 2005 argumenta que os ambientes globais emergentes são reforçados através da intersecção de sistemas globais e locais. Ong argumenta que diferentes sistemas que emergem como resultado do capitalismo, da tecnologia e da ciência proliferam na Ásia.
Neoliberalism as Exception: Mutations in Citizenship and Sovereignty
Este livro publicado em 2006 explora a aplicação de estratégias neoliberais desiguais pelos estados asiáticos como um modo de pensar e praticar a governação para obter resultados óptimos. Em particular, Ong utiliza o exemplo do desenvolvimento de zonas de comércio livre para atrair fluxos de capital, descrevendo-o como um método de "soberania gradual".
Mutations in Citizenship
Este livro publicado em 2006 mostra-nos como as mutações na cidadania estão continuamente em movimento, fluindo e mudando de acordo com os mercados, as tecnologias, as sociedades e a população da sociedade. Ong começa por identificar os elementos da cidadania, tais como os direitos e as leis dos cidadãos, etc. Estes direitos dos cidadãos estão a tornar-se incoerentes entre si e a ser reformados de acordo com os critérios do neoliberalismo e dos direitos humanos. Ela também nos mostra que a “assembleia” está a ser tomada por mobilizações políticas de diversos grupos em vez de terreno nacional. Na Europa, a quantidade de fluxos migratórios e os mercados não regulamentados são o que desafia a cidadania liberal. Mas na Ásia, os estrangeiros que estabelecem empresas ou se tornam empresários na região asiática têm os direitos e os benefícios de um cidadão, o que nos mostra a contradição e o problema injusto entre a Europa e a Ásia.
Asian Biotech: Ethics and Communities of Fate
Este livro publicado em 2010 nos mostra um vislumbre do cenário emergente das biociências na Ásia. Ong forneceu uma coleção de estudos de caso sobre tópicos de biotecnologia, incluindo alimentos geneticamente modificados, ensaios clínicos, coleta de sangue, pesquisa com células-tronco, etc. São estudos realizados em toda a Ásia, em países como Singapura, China e Índia.
Worlding Cities: Asian Experiments with the Art of Being Global
Este livro publicado em 2011 desafia as narrativas convencionais de uma "cidade global" e destaca vários papéis, aspirações e especulações dos Estados-nação em desenvolvimento.
Fungible Life: Experiment in the Asian City Of Life
Neste livro publicado em 2016, Ong fala sobre o mundo da pesquisa em biociências e explica como as biociências asiáticas e as ciências cosmopolitas andam de mãos dadas e estão conectadas em um clima tropical com a ameaça de muitas doenças. Ela apresenta exemplos de centros biomédicos na Ásia, como Singapura e China, e explica como eles mapeiam variantes genéticas, riscos de doenças, biomarcadores, etc. Singapura é um país diversificado, com cidadãos de diversas nacionalidades. A população diversificada de Singapura é um bom exemplo para bases de dados estratificadas étnicas que representam as populações da Ásia. Permitindo o acesso público à ciência genômica na Ásia, pesquisadores e cientistas poderão estudar e descobrir as relações entre pessoas, objetos e espaços, essas pesquisas acabarão por causar um grande impacto e evolução no campo científico e colocar a Ásia no mapa para estes descobertas.

## Obras publicadas

### Livros e volumes com couautores
- Vida Fungível: Experiência na Cidade da Vida Asiática, Duke University Press, 2016.
- Worlding Cities: Asian Experiments with the Art of Being Global, coautoria com Ananya Roy, Wiley-Blackwell, 2011 [em inglês].
- Asian Biotech: Ethics and Communities of Fate, coautoria com Nancy N. Chen, Duke University Press, 2010 [em inglês].
- Privatizing China, Socialism from Afar, coautoria com Li Zhang, coautoria com Li Zhang, Cornell University Press, 2008 [em inglês].
- Neoliberalism as Exception: Mutations in Citizenship and Sovereignty, Duke University Press, 2006 [em italiano e japonês].[22]
- Global Assemblages: Technology, Politics, and Ethics as Anthropological Problems, coautoria com Stephen J. Collier, Blackwell Publishers, 2005 [em inglês].
- Buddha is Hiding: Refugees, Citizenship, the New America, University of California Press, 2003 [em italiano].[23]
- Flexible Citizenship: The Cultural Logics of Transnationality, 1999.[24][25] Recebedor do Prêmio Livro de Estudos Culturais da Associação de Estudos Asiático-Americanos em 2001 [em alemão].
- Ungrounded Empires: The Cultural Politics of Modern Chinese Transnationalism, coautoria com Donald Nonini, Routledge, 1997 [em inglês].[26]
- Bewitching Women, Pious Men: Gender and Labor Politics in Southeast Asia, coautoria com Michael Peletz, University of California Press, 1995 [em inglês].
- Spirits of Resistance and Capitalist Discipline: Factory Women in Malaysia, State University of New York Press, 1987 [em inglês].[27]

### Artigos acadêmicos em destaque
- "Why Singapore Trumps Iceland: Gathering Genes in the Wild," Journal of Cultural Economy, vol. 8, no. 3, 2015 [em inglês].[28]
- "A Milieu of Mutations: The Pluripotency and Fungibility of Life in Asia," East Asian Science, Technology and Society, 7, (2013) [em inglês].[29]
- "What Marco Polo Forgot: Asian Art Negotiates the Global," Current Anthropology, vol. 53, no. 4 (2012) [em inglês].[30]
- "Hyperbuilding: Spectacle, Speculation, and the Hyperspace of Sovereignty," in Worlding Cities eds. Ananya Roy and Aihwa Ong, Wiley-Blackwell, 2011 [em inglês].[31]
- "The Human and Ethical Living," in Globalizing the Research Imagination, Jane Kenway e Johannah Fahey coautores. pp. 87–100. London: Routledge (2008) [em inglês].[32]
- "Neoliberalism as a Mobile Technology," Transactions of the Institute of British Geographers, vol. 32, no. 3 (2007) [em inglês].[33]
- "Please Stay: Pied-a-Terre Subjects in the Megacity," Citizenship Studies, vol. 11, no. 1 (2007) [em inglês].[34]
- "Mutations in Citizenship," Theory, Culture, and Society, vol. 22, no. 3, (2006) [em inglês].[35]
- "Experiments with Freedom: Milieus of the Human," American Literary History , vol. 8, no. 2 (2006) [em inglês].[36]
- "(Re)Articulations of Citizenship," Political Science and Politics, vol. 38, no. 4 (2005) [em inglês].[37]
- "The Chinese Axis: Zoning Technologies and Variegated Sovereignty," Journal of East Asian Studies, vol. 4, no. 1 (2004) [em inglês].[38]
- "Cyberpublics and Diaspora Politics among Transnational Chinese," Interventions, vol. 5, no. 1 (2003) [em inglês].[39]
- "A Higher Learning: Educational Availability and Flexible Citizenship in Global Space," in Diversity and Citizenship Education, ed. James Banks, Wiley, 2003 [em inglês].[40]
- "Graduated Sovereignty in Southeast Asia," Theory, Culture, and Society, vol. 17, no. 4 (2000) [em inglês].[41]
- "Muslim Feminists in the Shelter of Corporate Islam," Citizenship Studies, vol. 3, no. 3 (1999) [em inglês].[42]
- "Strategic Sisterhood or Sisters in Solidarity? Questions of Communitarianism and Citizenship in Asia," Indiana Journal of Global Legal Studies, vol. 4, no. 1 (1996) [em inglês].[43]
- "Cultural Citizenship as Subject-Making: New Immigrants Negotiate Racial and Ethnic Boundaries," Current Anthropology, vol. 37, no. 5 (1996) [em inglês].[44]
- "On the Edge of Empires: Flexible Citizenship among Chinese in Diaspora," Positions, vol. 1, no. 3 (1995) [em inglês].[45]
- "The Gender and Labor Politics of Postmodernity," Annual Review of Anthropology, vol. 20 (1991) [em inglês].[46]
- "State versus Islam: Malay Families, Women's Bodies, and the Body Politic in Malaysia," American Ethnologist, vol. 17, no. 2 (1991) [em inglês].[47]
- "The Production of Possession: Spirits and Multinational Corporation in Malaysia," American Ethnologist, vol. 15, no. 1 (1988) [em inglês].[48]